# اسکار هرتویگ

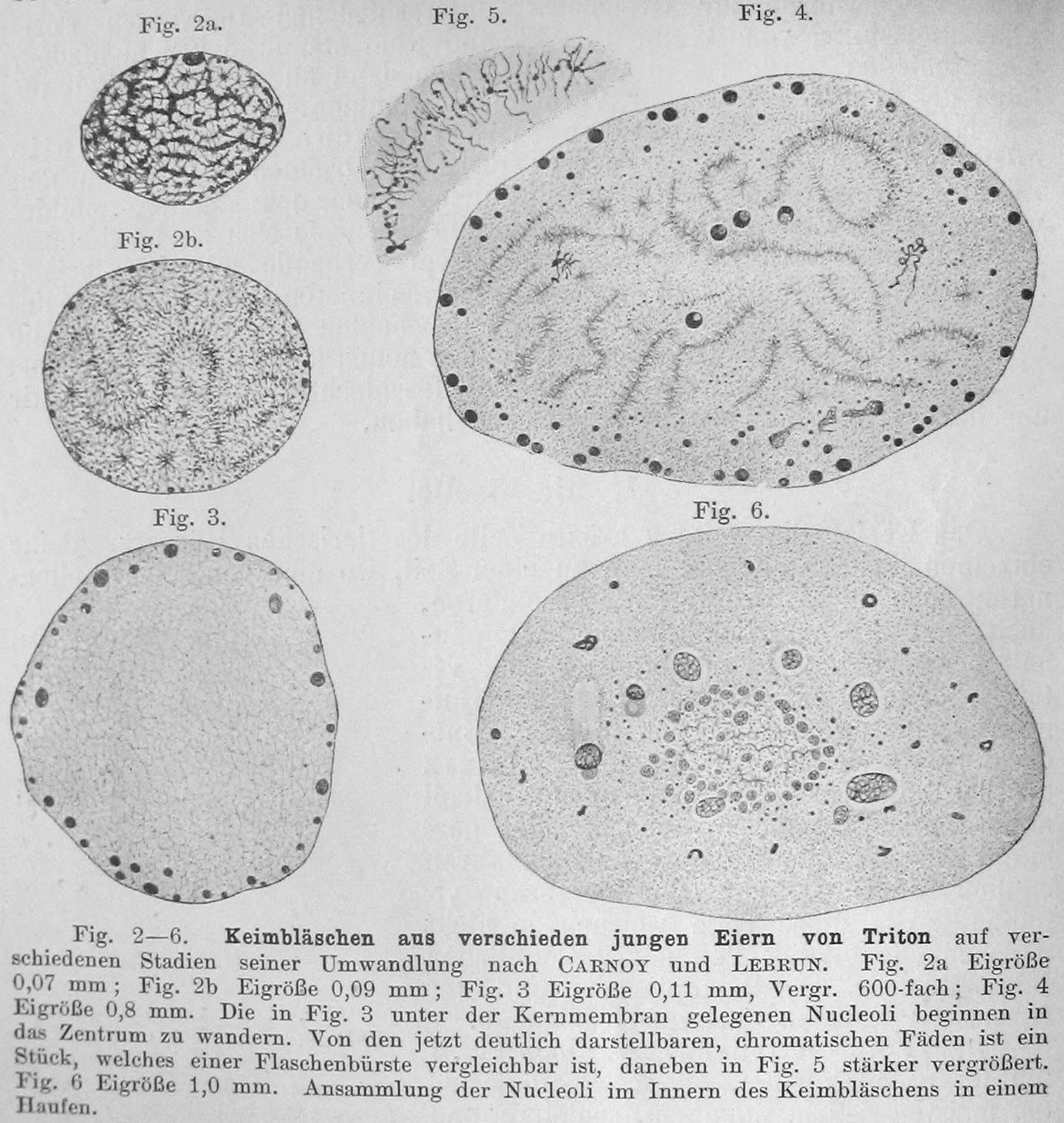
تصویری از کتاب Lehrbuch der) Entwicklungsgeschichte des Menschen und der Wirbeltiere) (تاریخ تکامل انسان و مهره داران)، نوشته اسکار هرتویگ، ۱۹۰۶ میلادی.

اسکار هرتویگ (متولد ۲۱ آوریل ۱۸۴۹ در فریدبرگ، درگذشته ۲۵ اکتبر ۱۹۲۲ در برلین)، رویان‌شناس و جانورشناس آلمانی بود. هرتویگ با پژوهش‌های خود در زمینه زیست‌شناسی تکوینی و فرگشت، شناخته می‌شود. هارتویگ اولین محققی هست که با بررسی سلول‌های توتیای دریایی به کمک میکروسکوپ، توانست تولید مثل جنسی را مشاهده کند.